# Skuteczne Zarządzanie Programami
Skuteczne Zarządzanie Programami (Managing Successful Programmes – MSP) – dobra praktyka zarządzania zmianą w organizacji. Pomaga kontrolować i sterować poszczególnymi etapami życia programów.

## Historia
MSP został przyjęty i wykorzystany przez wiele organizacji, zarówno w sektorze publicznym, jak i prywatnym. Doświadczenia te dostarczyły bezcennych wskazówek, które zamieszczono w publikacji „Managing Successful Program”. Po raz pierwszy została wydana w 1999, najnowsza wersja pochodzi z 2011 roku. MSP jest bardzo elastyczny i zaprojektowany, tak by można go dostosować do różnych typów organizacji. Założenia MSP umożliwiają wprowadzenie transformacyjnych zmian w organizacji i doprowadzić do osiągnięcia celów strategicznych.

## Zarządzanie programem
MSP definiuje program jako „tymczasowa elastyczna struktura organizacyjna utworzona w celu koordynowania, kierowania i nadzorowania wdrożeniem grupy powiązanych projektów i działań w celu dostarczenia wyników i korzyści związanych z celami strategicznymi przedsiębiorstwa.”
Zarządzanie programem to: „działanie oparte o skoordynowaną organizację, kierowanie i wdrażanie portfela projektów oraz związaną z tym transformację, w celu osiągnięcia wyników i realizacji korzyści o strategicznym znaczeniu dla organizacji.”

## Kluczowe role
MSP określa zadania i zakres odpowiedzialności kierownictwa programu. Kluczowe role:
- Grupa Sponsorująca
- Właściciel Programu
- Szef Programu
- Szef Zmiany Biznesowej
- Biuro Programu

## Podstawowe założenia
MSP opiera się na trzech podstawowych założeniach:
Zasady MSP: pochodzą z dobrych i złych doświadczeń z zarządzania programami. Są to wspólne elementy, które stanowią podstawę sukcesu w każdej transformacji. Zasady są:
- Uniwersalne – pasują do każdego programu
- Samo potwierdzające się – zostały udowodnione w praktyce
- Wzmacniające pewność wyboru – dają praktykom MSP dodatkową zdolność i moc kształtowania i wpływania na zmiany

Motywy przewodnie ładu programu: definiują podejście organizacji do zarządzania programem. Pozwalają na wyłonienie odpowiedzialnego lidera, struktury organizacji i prowadzenie kontroli. System kontroli w programie musi być zintegrowany z korporacyjnym schematem zarządczym.
Strumień przekształceń: definiuje kolejne etapy programu i przedstawia podstawowe działania na każdym etapie. Zmiana jest osiągana za pomocą powtarzających się, powiązanych kroków, gdzie każdy proces może wymagać więcej niż jednego powtórzenia zanim rozpocznie się kolejny.

## Zalety MSP
- Pomaga zdefiniować program i zmiany jakich dokona kierownictwo programu w organizacji
- Pozwala sprawnie monitorować i kontrolować projekty programu
- Pozwala dopasować program do strategii organizacji
- Sprzyja wypracowaniu wyraźnych celów programu
- Pomaga określić korzyści programu i skupić się na ich realizacji
- Zapewnia kontrolę nad postępami i zamykaniem programu

## Materiały po angielsku
- https://web.archive.org/web/20141006215753/http://www.msp-officialsite.com/
- http://www.projectinabox.org.uk/msp_free.asp